# Geracarí
Geracarí (em grego: Γερακαρίου; romaniz.: Gerakaríou) é uma vila cretense da unidade regional de Retimno, no município de Amári, na unidade municipal de Sivrítos. Segundo censo de 2011, têm 291 habitantes. Próxima a ela estão as vilas de Elenés e a de Mesonísia. Foi erigida cerca de 680 metros acima do nível do nível do mar, no sopé do Monte Cédros. A vila remonta à época bizantina e seu nome deriva dos falcões que então eram criados nela (Geraki do grego significa falcão). Possui uma economia baseada na produção de cerejas, vegetais e queijos. A estrada ao norte da vila tem conexão com a estrada provincial principal que conecta as áreas norte e sul de Retimno.